# Hodge (Luisiana)
Hodge é uma vila localizada no Estado americano de Luisiana, na Paróquia de Jackson.

## Demografia
Segundo o censo americano de 2000, a sua população era de 492 habitantes.
Em 2006, foi estimada uma população de 479, um decréscimo de 13 (-2.6%).

## Geografia
De acordo com o United States Census Bureau tem uma área de
3,6 km², dos quais 2,5 km² cobertos por terra e 1,1 km² cobertos por água.

## Localidades na vizinhança
O diagrama seguinte representa as localidades num raio de 24 km ao redor de Hodge.